# 창안 CS55
창안 CS55(영어: Changan CS55)는 창안 자동차에서 2017년부터 생산 중인 스포츠 유틸리티 자동차이다.

## 1세대
1세대  창안 CS55는창안 자동차에서 생산한 소형 크로스 오버 SUV로 2017년 상하이 오토 쇼에서 출시되었다.
CS55의 가격은 74,900 위안에서 86,900 위안이다.

## 2세대
2021년 3월에 공개된 모델이다.